# Scott Adkins
Scott Adkins (* 17. červen 1976, Sutton Coldfield) je anglický herec.
Idolem se pro něj stal Bruce Lee a Jean-Claude van Damme, kvůli kterým se dal na cestu bojových umění. Během pár let se stal špičkovým zápasníkem a díky tomu ho oslovili filmaři. Jeho první hlavní role byla v Neporazitelný 2: Poslední zůstává, na který navazuje o 4 roky pozdější Neporazitelný: Vykoupení.

## Filmografie
- 2016 Neporazitelný 4: Boyka - Yuri Boyka
- 2016 Grimsby
- 2015 Blood Hostage - Roy Biggs
- 2015 Wolf War
- 2014 Herkules: Zrození legendy - Král Amphitryon
- 2013 Ninja: Shadow of a Tear - Casey Bowman
- 2013 Green Street 3: Never Back Down - Danny
- 2013 Legendary: Tomb of the Dragon - Travis Preston
- 2012 El Gringo - Muž
- 2012 Univerzální voják 4: Odplata - John
- 2012 Expendables: Postradatelní 2 - Hector
- 2012 Re-Kill - Parker
- 2012 30 minut po půlnoci - John
- 2011 Nájemní zabijáci - Roland Flint
- 2010 Neporazitelný: Vykoupení - Yuri Boyka
- 2009 Ninja - Casey Bowman
- 2009 Turnaj zabijáků - Jurij Petrov
- 2008 Pastýř
- 2007 Bourneovo ultimátum
- 2006 Neporazitelný 2: Poslední zůstává - Yuri Boyka
- 2006 Růžový panter - fotbalista
- 2005 Utržený ze řetězu
- 2003 Medailon
- 2002 Černá maska 2: Město masek
- 2001 Agent z Hongkongu